# Binsen-Rot-Schwingel
Der Binsen-Rot-Schwingel (Festuca unifaria, Syn.: Festuca rubra subsp. juncea), auch als Simsen-Rotschwingel bezeichnet, ist ein Süßgras (Poaceae) und gehört zur Rot-Schwingel-Gruppe (Festuca rubra agg.).

## Beschreibung
Der Binsen-Rot-Schwingel ist ein mehrjähriger Hemikryptophyt, der Wuchshöhen zwischen 35 und 75 Zentimetern erreicht. Er wächst mit kurzen und dazwischen längeren Ausläufern, sodass das Gras dadurch auffällig büschelig, kleinhorstig wächst. Die borstlichen Blattspreiten sind zwischen 0,4 und 2 Millimeter im Durchmesser. Sie sind grün bis graugrün und selten bereift. Sie verfügen über sieben bis neun, zuweilen bis 11 Leitbündel. Die Rispe wird bis zu 12 Zentimeter lang.

## Vorkommen
Der Binsen-Rot-Schwingel wächst in Magerrasen, Tritt- und Flutrasen, in Grünland-Übergangsbereichen, kurzlebigen Ruderalfluren, öffentlichen Grünflächen und Anlagen, Ödland und Siedlungsbrachen. In Europa kommt er vor in Portugal, Spanien, Frankreich, Irland, Großbritannien, Island, Belgien, den Niederlanden, Deutschland, Norwegen, Schweden, Island, in der Schweiz, in Österreich, Tschechien, Italien, Bosnien-Herzegowina, Serbien, Ungarn, Rumänien, Bulgarien, Albanien und Griechenland.

## Taxonomie
Der Binsen-Rot-Schwingel wurde 1882 von Eduard Hackel als Subvarietät Festuca rubra subvar. juncea in Monogr. Festuc. Eur. Seite 139 erstbeschrieben. Sie wurde 1890 von Karl Richter als Unterart Festuca rubra subsp. juncea (Hack.) K. Richt. in Plantae Europeae Band 1, Seite 99 eingestuft. Ein Synonym ist Festuca steineri Patzke.